# Murray Islands, Antarktis
Murray Islands är en ögrupp i Antarktis. Den ingår i ögruppen Sydorkneyöarna nordost om Antarktiska halvön. Argentina och Storbritannien gör anspråk på området.